# 桑亞嬋
桑亞嬋（1981年8月17日—），河北人，香港前女子乒乓球运动员。1998年曼谷亞運會時，桑亞嬋與陳丹蕾獲得女子雙打銀牌。另外在女子團體賽中，桑亞嬋、陳丹蕾、唐韵、王晶獲得銅牌。2005年亞洲乒乓球錦標賽中，桑亞嬋、林菱、帖雅娜、張瑞、柳絮飛為香港隊獲得女子團體冠軍。